# Перлин, Борис Николаевич
Бори́с Никола́евич Пе́рлин (1914—2005) — смоленский географ, краевед, автор множества энциклопедических статей по географии и краеведению Смоленской области, автор книги «Смоленск и его улицы. Историко-географические очерки», поэт.

## Биография
Родился 31 мая 1914 года в Риге в семье кадрового офицера русской армии.
В 1918 году отец погиб на фронте, и семья переехала в Смоленск. В 1929 году Борис оканчивает семилетку, а в 1932 году — Смоленский железнодорожный техникум.
Участвовал в войне с Японией. В январе 1946 года вернулся в Смоленск и стал преподавателем в Смоленском государственном педагогическом институте. В 1946—1954 годах преподавал большинство географических дисциплин с первого по четвёртый курсы. В 1954—1963 годах был деканом естественно-географического факультета, в 1971—1981 годах — заведующий кафедрой экономической географии.
Автор более 150 публикаций. Награждён орденом Отечественной войны 2-й степени.

## Публикации

### Книги
- Перлин Б. Н. Смоленск и его улицы. Историко-географические очерки — Смоленск: 2002. — 272 с. — ISBN 978-5-87210-293-9
- Перлин Б. Н. Льноводство Смоленской области: (Ист.-экон. и геогр. обзор). — Смоленск: Кн. изд-во, 1956. — 186 с.
- Перлин Б. Н. География Смоленской области. — М.: Московский рабочий, 1979.
- Гробштейн Н. Х., Перлин Б. Н. География Смоленской области: учеб. пос. для учащих-ся ст. классов. — Смоленск, 1964, 1965, 1967, 1971, 1979.

### Статьи в энциклопедических изданиях
- Перлин Б. Первый русский агрохимик (А. Н. Энгельгардт) // Край наш Смоленский, 1954.[3]
- Перлин Б. Н. К истории льноводства на Смоленщине // Материалы по изучению Смоленской области. Вып. 1. — Смоленск, 1952.
- Смоленская область / Б. Перлин // Сафлор — Соан. — М. : Советская энциклопедия, 1976. — (Большая советская энциклопедия : [в 30 т.] / гл. ред.  А. М. Прохоров ; 1969—1978, т. 23).

### Научные статьи
- Перлин Б. Н. Топонимы города Смоленска // Вопросы топонимики СССР. — М., 1972. — С. 13—15.